# Ceraclea transversa
Ceraclea transversa là một loài Trichoptera trong họ Leptoceridae. Chúng phân bố ở miền Tân bắc.